# کیامیکا، کبک
کیامیکا (به فرانسوی: Kiamika) شهری در منطقه شهری آنتوان-لابل ناحیه لورانتید در استان کبک کانادا است. در سرشماری سال ۲۰۱۱ این شهر ۷۸۸ نفر جمعیت داشته‌است و مساحت آن ۳۴۸٫۲۵ کیلومتر مربع است.